# Leopoldo Vázquez y Rodríguez
Leopoldo Vázquez y Rodríguez (Puebla de Sanabria, 1844-Madrid, 1909) fue un escritor taurino y dramaturgo español.

## Biografía
Nacido en la localidad zamorana de Puebla de Sanabria el 17 de agosto de 1844, escribió obras dramáticos y, como, escritor taurino, fue redactor de varios periódicos de esta temática, entre ellos La Lidia, de Madrid. Perteneció a la Asociación de la Prensa de Madrid desde 1896. Falleció en Madrid en 1909.